# Ga Đại học Nữ sinh Ewha
Ga Đại học Nữ sinh Ewha (Tiếng Hàn: 이대역, Hanja: 梨大驛) là ga tàu điện ngầm trên Tàu điện ngầm Seoul tuyến 2 trải dài Yeomni-dong, Mapo-gu và Daehyeon-dong, Seodaemun-gu, Seoul. Vì nhiều trường học và khu dân cư gần Ga Đại học Nữ sinh Ewha nên có rất nhiều cửa hàng bán quần áo với giá tương đối thấp. Con phố bán quần áo được đặt tên là Ewhayeodae 5-gil.

## Lịch sử
- 30 tháng 6 năm 1983: Tên ga được quyết định là Đại học Nữ sinh Ewha [1]
- 22 tháng 5 năm 1984: Việc kinh doanh bắt đầu với việc khai trương đoạn Đại học Quốc gia Seoul ~ Euljiro 1(il)-ga của Tàu điện ngầm Seoul tuyến 2 (7 lối ra)
- 15 tháng 12 năm 2005: Lắp đặt thang máy
- 30 tháng 4 nam 2006: Lắp đặt cửa chắn sân ga
- 9 tháng 2 năm 2007: Hoàn thành công việc tu sửa nhà ga

## Bố trí ga
| Sinchon ↑                |
| Vòng trong Vòng ngoài \| |
| ↓ Ahyeon                 |

| Vòng ngoài | ●Tuyến 2 | ← Hướng đi Sinchon · Đại học Hongik · Sindorim                    |
| Vòng trong | ●Tuyến 2 | → Hướng đi Tòa thị chính · Euljiro 1(il)-ga · Sindang · Seongsu → |

## Xung quanh nhà ha
| Lối ra \| 나가는 곳 \| Exit \| 出口 | Lối ra \| 나가는 곳 \| Exit \| 出口 |
| ----------------------------------- | --- |
| 1                                   | Ga Sinchon Tuyến Gyeongui Khu vực Sinchon Bưu điện Sinchon Trung tâm phát triển nguồn nhân lực phụ nữ Seodaemun |
| 2                                   | Daehyeon-dong Đại học Nữ sinh Ewha Trường Tiểu học Đại học Nữ sinh Ewha Liên kết với Đại học Sư phạm Nữ sinh Ewha Trường Trung học Sư phạm Đại học Nữ sinh Ewha · Trường trung học cơ sở Geumran Cao đẳng Sư phạm Trung học Đại học Nữ sinh Ewha · Trường trung học Geumran Trung tâm Phúc lợi Xã hội Đại học Nữ sinh Ewha |
| 3                                   | Đại học Nữ sinh Ewha Trường tiểu học Seoul Daeshin Văn phòng Giáo dục phía Tây Seoul Daehyeon Xi APT |
| 4                                   | Trường tiểu học Seoul Bukseong Trường trung học cơ sở Hanseong Cơ quan xúc tiến giáo dục nghệ thuật phát thanh truyền hình Hàn Quốc Sinchon Easy World |
| 5                                   | Yeomni-dong Trường trung học cơ sở và trung học Sungmoon Trường tiểu học Hanseo Seoul Trung tâm nghệ thuật Mapo Mapo Xi 3 APT |
| 6                                   | Trung tâm cộng đồng Daeheung-dong Trung tâm an toàn công cộng Daeheung Đại học Sogang Sinchon Grand Xi Trung tâm phúc lợi Woori Mapo |